# وینچنزو مائنزا
وینچنزو مائنزا (به ایتالیایی: Vincenzo Maenza) (زادهٔ ۲ می ۱۹۶۲) کشتی‌گیر بازنشسته و مربی کشتی ایتالیایی است که در دستهٔ ۴۸ کیلوگرم کشتی فرنگی رقابت می‌کرد. مائنزا یکی از ‌موفق‌ترین کشتی‌گیران تاریخ بازی‌های المپیک و نیز پرافتخارترین کشتی‌گیر ایتالیایی به شمار می‌رود. او برندهٔ مدال طلای دو دورهٔ بازی‌های المپیک در ۱۹۸۴ لس آنجلس و ۱۹۸۸ سئول، و نیز مدال نقره المپیک ۱۹۹۲ بارسلون است. 
مائنزا مربی تیم ملی کشتی ایتالیا و کشتی‌گیران مطرحی مانند آندره‌آ مینگوزی بو‌ده‌است.

## افتخارات

### بزرگسالان
- بازی‌های المپیک ۱۹۸۴ لس آنجلس - ۴۸ ک‌گ
- قهرمانی اروپا ۱۹۸۴ یونشوپینگ - ۴۸ ک‌گ
- قهرمانی اروپا ۱۹۸۶ آتن - ۴۸ ک‌گ
- قهرمانی جهان ۱۹۸۷ کلرموند فراند - ۴۸ ک‌گ
- قهرمانی اروپا ۱۹۸۷ تامپره - ۴۸ ک‌گ
- بازی‌های المپیک ۱۹۸۸ سئول - ۴۸ ک‌گ
- بازی‌های المپیک ۱۹۹۲ بارسلون - ۴۸ ک‌گ

### جوانان
- قهرمانی جوانان جهان ۱۹۸۰ کلرادو اسپرینگز - ۴۸ ک‌گ
- قهرمانی جوانان اروپا ۱۹۸۰ بورسا - ۴۸ ک‌گ